# Xenortholitha dicaea
Xenortholitha dicaea är en fjärilsart som beskrevs av Louis Beethoven Prout 1924. Xenortholitha dicaea ingår i släktet Xenortholitha och familjen mätare. Inga underarter finns listade i Catalogue of Life.